# Menka (vezír)
Menka (mn k3[.ỉ]) a legkorábbi, név szerint ismert ókori egyiptomi vezír volt.
Nevének jelentése „a ka legyen tartós” vagy „az én kám legyen tartós”. Neve és vezíri címe huszonegy kőedényen szerepel, amelyeket a III. dinasztiabeli Dzsószer lépcsős piramisa alatti folyosókon találtak. Dzsószer több, korábban eltemetett személy sírjából hasznosított újra tárgyakat, így valószínű, hogy Menka nem őalatta szolgált, hanem egy korábbi uralkodó alatt. Emiatt nem tudni pontosan, mikor élt, de valószínű, hogy a II. dinasztia idején.

## Fordítás
- Ez a szócikk részben vagy egészben  a   Menka (Wesir) című német Wikipédia-szócikk ezen változatának fordításán alapul.  Az eredeti cikk szerkesztőit annak laptörténete sorolja fel. Ez a jelzés csupán a megfogalmazás eredetét és a szerzői jogokat jelzi, nem szolgál a cikkben szereplő információk forrásmegjelöléseként.